# Liste des Rollmaterials der Lawabahn

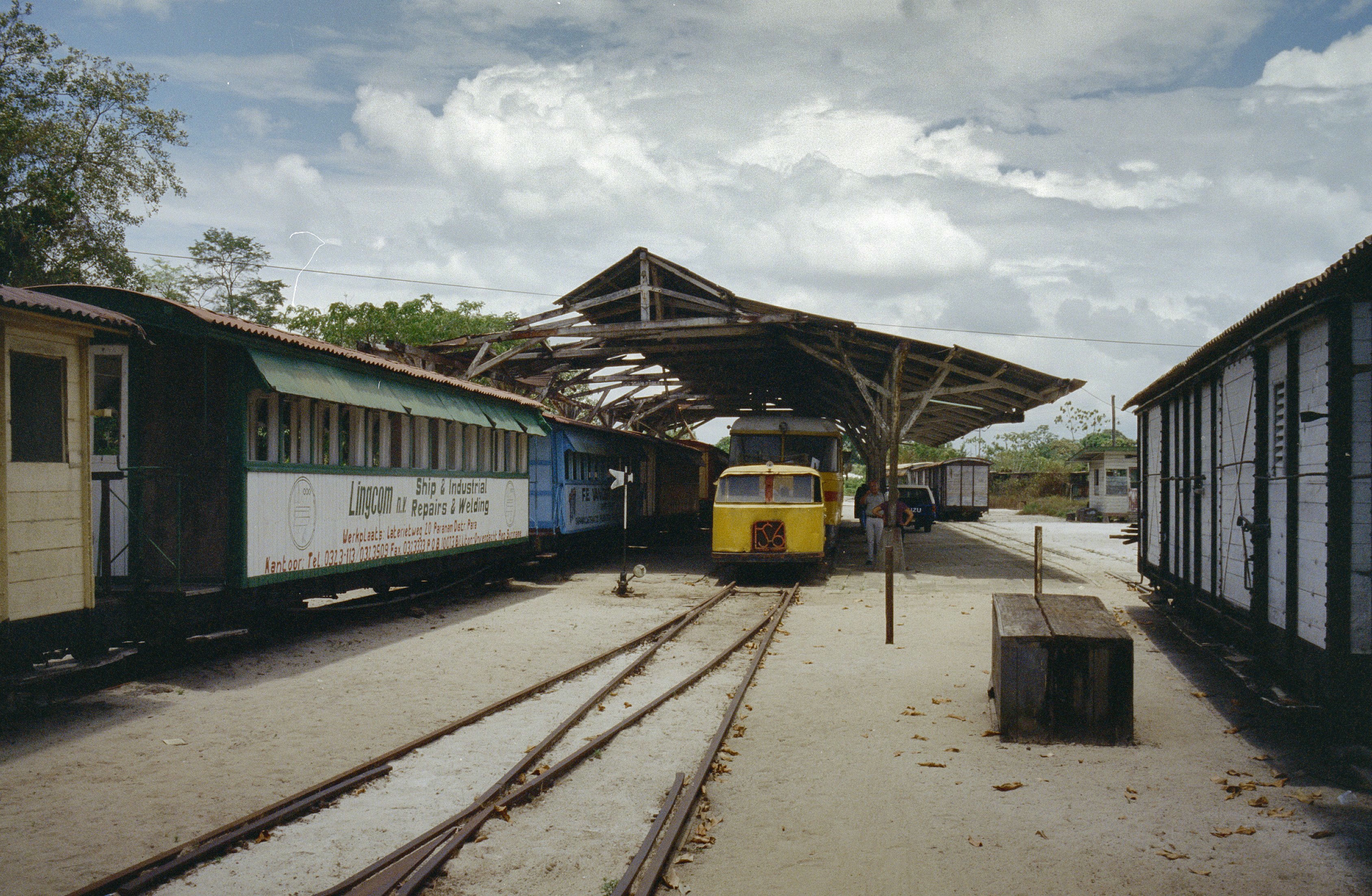
Schienenfahrzeuge im Bahnhof Onverwacht, 1997

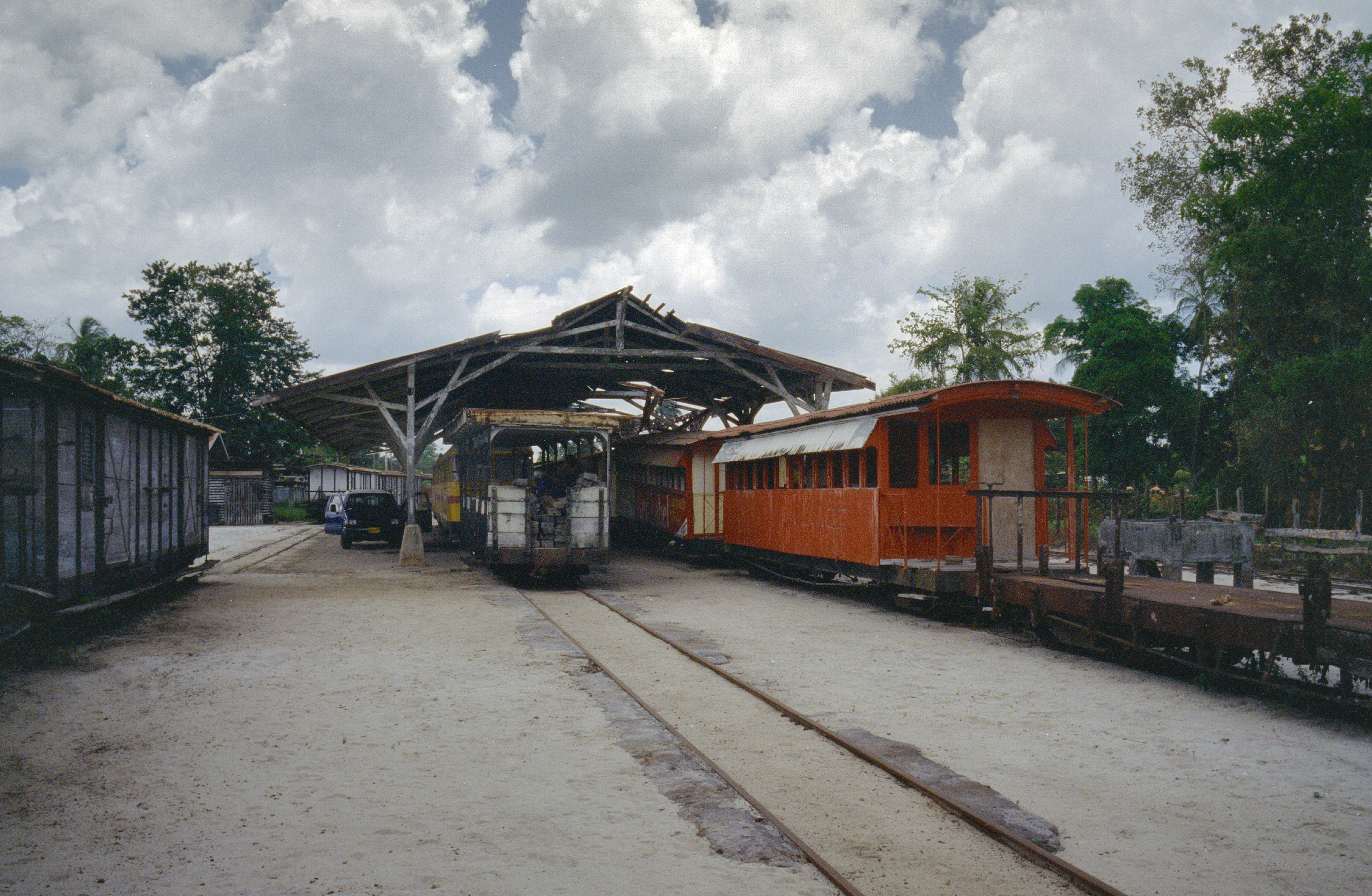
Wagen im Bahnhof Onverwacht, 1997

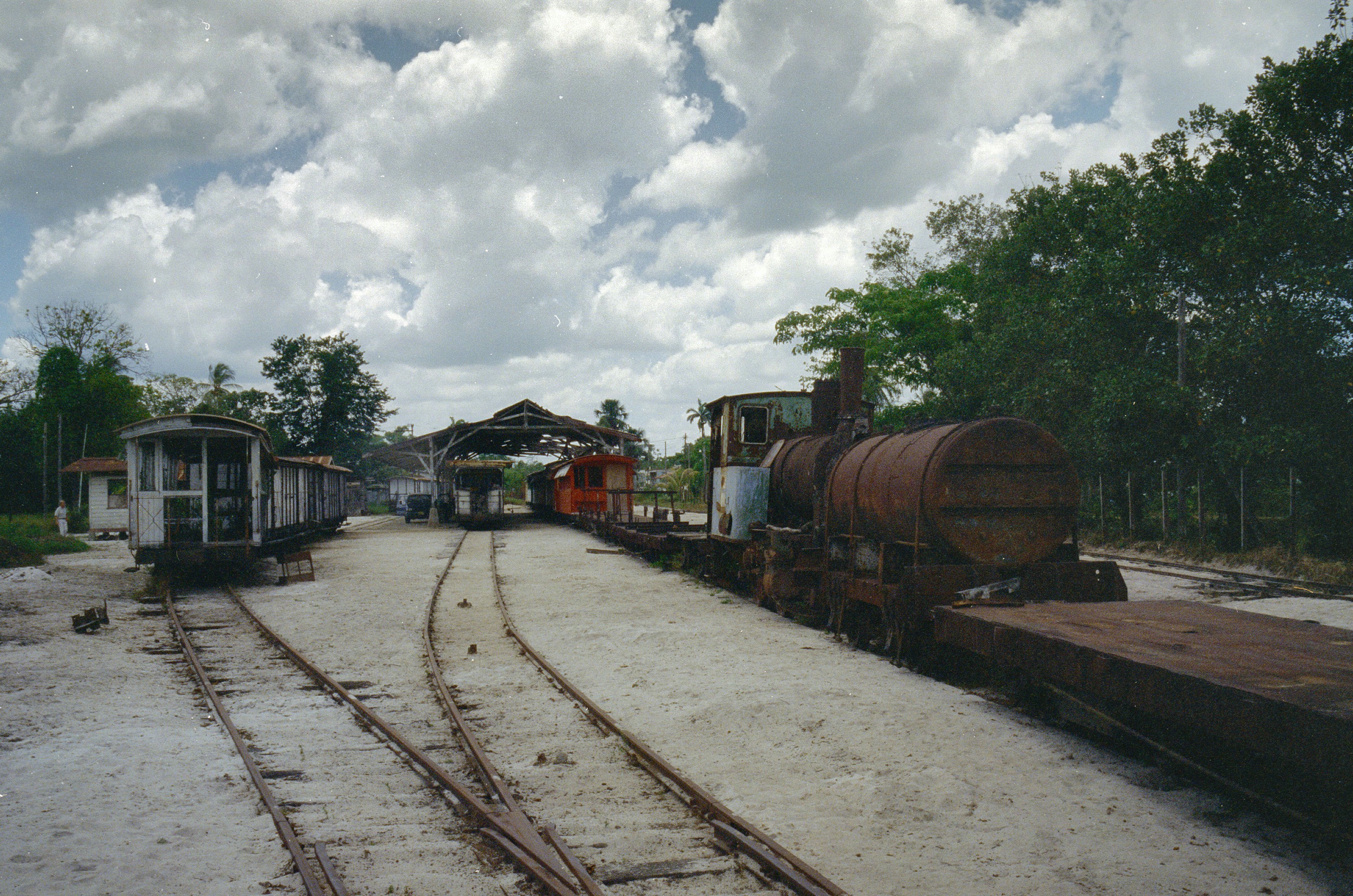
Dampflok und Wagen im Bahnhof Onverwacht, 1997

Die Liste des Rollmaterials der Lawabahn gibt eine Übersicht über die bei der Lawabahn in Suriname eingesetzten Schienenfahrzeuge. Anfangs wurden dort Dampflokomotiven eingesetzt, aber 1954 wurde für den Personenverkehr auf Schienenbusse mit Dieselmotoren umgestellt:

## Dampffahrzeuge
| Nr. o. Name | Stück | Baujahr | Hersteller    | Dienst-Gewicht | Bemerkungen | Bild  |
| ----------- | ----- | ------- | ------------- | -------------- | --- | ----- |
| 1–6         | 6     |         | Borsig        | 16 t           | Serien-Nr. 5339-5344 mit Kastenbauweise wie bei der Semarang-Joana Stoomtram Maatschappij                       |       |
| Maabo       | 1     | 1905    | Jung          | 8,5 t          | Serien-Nr. PS 820. Geringes Gewicht, weil sie zerlegt per Seilbahn über den Fluss transportiert werden mussten. |       |
| Kadjoe      | 1     | 1905    | Jung          | 8,5 t          | Serien-Nr. PS 889                                                                                               |       |
| Gege        | 1     | 1908    | Krauss        | 16 t           | Serien-Nr. 6074. Denkmal in Onverwacht (2014).                                                                  | [ 5 ] |
| Dam         | 1     | 1908    | Krauss        | 16 t           | Serien-Nr. 6075                                                                                                 |       |
| Para        | 1     | 1916    | Backer & Rueb | 17 t           | Serien-Nr. 300. Mit zwei Wagen im Bahnhof Onverwacht erhalten (2014).                                           |       |
|             | 1     |         |               |                | Zweiachsiger Dampfkran                                                                                          |       |

## Diesel-Triebwagen
| Nr. o. Name | Stück | Baujahr | Hersteller                  | Leistung | Anmerkungen | Bild  |
| ----------- | ----- | ------- | --------------------------- | -------- | --- | ----- |
| 1 'L.S.3'   | 1     |         |                             |          | Amerikanisches Fabrikat |       |
| 2-4         | 3     | 1954    | Linke-Hofmann-Busch/Büssing | 160 PS   | Drei-Wagen-Set. Schienenbus: 14 Sitzplätze der 1. Klasse. 26 Sitze der 2. Klasse. Zwischenwagen: 56 Sitze der 3. Klasse. Endwagen: 31 Sitze der 3. Klasse und 3 Tonnen Fracht. |       |
| 5 'Ethel'   | 1     |         |                             |          | Rottenkraftwagen | [ 6 ] |
| 6 'Lucia'   | 1     |         |                             |          | Rottenkraftwagen |       |
| 11–12       | 2     |         |                             |          | Motor-Trolley |       |
| 12–13       | 2     |         |                             |          | Draisine |       |

## Personenwagen
| Nr. o. Name | Stück | Baujahr | Hersteller    | Bemerkungen | Bild |
| ----------- | ----- | ------- | ------------- | --- | ---- |
|             | 15    | 1904    | Metallurgique | Die Personenwagen hatten einen hölzernen Aufbau mit jeweils 12 Fenstern und fest installierten Sonnenschutzblenden. |      |
|             |       |         |               | Buffet-Speisewagen                                                                                                  |      |

## Güterwagen
| Nr. o. Name | Stück | Baujahr | Hersteller    | Bemerkungen | Bild  |
| ----------- | ----- | ------- | ------------- | --- | ----- |
| 1–6         | 6     |         | Metallurgique | Geschlossene Güterwagen                                                                                        |       |
| 1–35        | 35    |         | Metallurgique | Schotterwagen                                                                                                  |       |
| 71-76       | 6     |         | La Sambre     | Kesselwagen |       |
|             | 3     |         |               | Planwagen |       |
|             | 1     |         |               | Drehgestell-Flachbettwagen mit privatem Kastenaufbau                                                           |       |
|             | 100   |         |               | Vierachsige Kesselwagen zum Transport von Kerosin vom Hafen in Paramaribo zum Flugplatz in Zanderij (bis 1959) | [ 8 ] |